# Tam giới
Tam giới (tiếng Trung: 三界, tiếng Phạn: triloka, traidhātuka, trayo dhātavaḥ, tiếng Pali: tiloka, tiếng Tạng tiêu chuẩn: khams gsum ཁམས་གསུམ་), cũng được gọi là Tam hữu (tiếng Trung: 三有), là ba cõi giới của vòng sinh tử. Các khái niệm về ba thế giới (tri-loka) xuất hiện trong Ấn Độ giáo và Kỳ Na giáo, cũng như các kinh điển Phật giáo thời kì sơ khai.

## Vũ trụ học Phật giáo
Khái niệm Tam giới này có thể hiểu là Vũ trụ quan của đạo Phật. Tam giới bao gồm: cõi Dục, cõi Sắc và cõi Vô Sắc. Tất cả chúng sanh ở trong Tam Giới, gọi là loài Hữu tình, đều tái sinh theo hướng lục đạo.
- Dục giới hay cõi Dục: có ham muốn về thể xác, giới tính và đầy đủ những ham muốn khác. Trong Dục giới có sáu loại hữu tình sau: chúng sinh ở địa ngục, ma đói, loài vật, người, a-tu-la, sáu cõi trời dục.
- Sắc giớihay cõi Sắc: thuộc tầng trời sắc giới, các chúng sinh ở đây đều đã chấm dứt mọi ham muốn giới tính, không cần ăn uống, nhưng còn có thân xác và khoái lạc tinh thần, sắc. Đây là thế giới của những người đã đạt tới Thiền định nếu chỉ có phước báu sẽ không thể sinh lên cảnh giới này.
- Vô sắc giới hay cõi Vô sắc: thế giới này được tạo dựng thuần tuý bằng tâm thức và gồm bốn xứ. Các chúng sinh ở đây không còn thân xác vật chất mà chỉ tồn tại dưới dạng ý thức, họ đã chấm dứt mọi ham muốn và khoái lạc tinh thần, ngoại trừ vọng tưởng, chấp trước, phiền não.

Ngoài tam giới còn có các phạm trù phi tam giới như: Thinh Văn Giác, Phật Độc Giác và Phật Toàn Giác, đây là cõi của những chúng sinh đã chấm dứt phiền não và thoát khỏi luân hồi vĩnh viễn.